# The Deadly Breaking Sword
Pour plus de détails, voir Fiche technique et Distribution.
The Deadly Breaking Sword (風流斷劍小小刀, Feng liu duan jian xiao xiao dao) est un film hong-kongais réalisé par Sun Chung, sorti en 1979.

## Synopsis
Le Dr Guo (Ku Feng), un médecin humaniste apportant ses soins aux déshérités, est victime d'une machination ourdie par Liu Yin-xi (Shih Szu), une prostituée qui cherche à venger son frère (Ai Fei), un criminel notoire dont elle s'imagine que le praticien avait contribué à le faire mettre sous les verrous quelques années auparavant.
La vénéneuse courtisane parvient à enjôler Tuan Changqing (Ti Lung), un escrimeur que sa suffisance et sa vanité rendent odieux à ses concitoyens et qui se fait pompeusement appeler « l'épée cassante de la mort ». Traqué par ce spadassin, le docteur doit faire appel à l'un de ses patients, Lian San (Michael Chan (en)) un jeune hallebardier qu'il a sauvé d'une blessure que lui avait infligée Tuan au cours d'un duel déloyal. Par ailleurs, le jeune Xiao Dao (Alexander Fu Sheng) est victime des assiduités dont le poursuit sa patronne, la libidineuse mademoiselle Luo (Li Li-Li), la riche héritière d'un tripot envers lequel le jeune homme est endetté.

## Fiche technique
- Titre : The Deadly Breaking Sword
- Titre original : 風流斷劍小小刀 (Feng liu duan jian xiao xiao dao)
- Réalisation : Sun Chung
- Scénario : Ni Kuang
- Musique : Chen Yung-yu et Joseph Koo
- Photographie : Lan Nai-ysai
- Montage : Chiang Hsing-lung et Yu Shao-feng
- Direction des combats : Tang Chia, Huang Pei-chi
- Production : Run Run Shaw
- Société de production :  Shaw Brothers
- Pays d'origine : Hong Kong
- Format : Couleurs - 2,35:1 - Mono - 35 mm
- Genre : Action, comédie et fantastique
- Durée : 101 minutes
- Date de sortie : 12 avril 1979 (Hong Kong)

## Distribution
- Ti Lung : Maître Tuan Changqing, un escrimeur orgueilleux
- Alexander Fu Sheng : Xiao Dao ("Petit Poignard")
- Ku Feng : Dr Guo Tian-sheng
- Chen Hui-min (Michael Chan (en)) : Lian San, un hallebardier convalescent, patient du précédent
- Lily Li : Luo Jin-hua, la nièce du patron de l'établissement de jeux, une jeune fille à la recherche d'un partenaire masculin
- Ha Ping : la gérante du bordel Lixiang
- Shih Szu : Liu Yin-xu, une prostituée aux tarifs élevés
- Kara Hui : Xiao-qin, la servante de la précédente
- Ai Fei : Chen Ying-gang, un criminel
- Chan Shen : Fan Fei